# Megalithanlagen in Polen

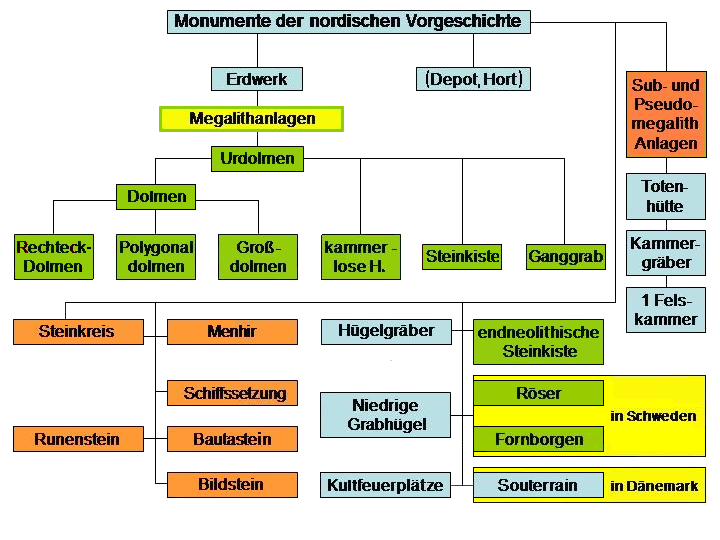
Nordische Megalitharchitektur

Die Megalithanlagen in Polen lassen sich aufgrund des Forschungsstandes nur in Abrissen darstellen. Als Megalithanlagen werden nur jene Strukturen bezeichnet, welche – in neolithischer Zeit – unter Verwendung von großen erratischen Blöcken von den Trägern der Trichterbecherkultur (TBK) zwischen 3500 und 2800 v. Chr. errichtet wurden. Anlagen aus Plattenmaterial gehören, anders als im übrigen Megalithgebiet, nicht dazu. 
In der Realität hat jedoch beinahe jede megalithische Form ihre aus kleineren Steinformaten gebildeten Äquivalente (als Megalithe werden Steine bezeichnet, die eine Mindestlänge von 1,0 m besitzen). Gleichwohl werden in Polen selbst Objekte, die aus großen plattigen Steinen bestehen, nicht zur Megalithik gezählt. Neolithische Monumente sind Ausdruck der Ideologie neolithischer Gesellschaften, ihre Entstehung und Funktion ist abhängig von der sozialen Entwicklung. Menhire aus dieser Periode finden sich in Polen keine.

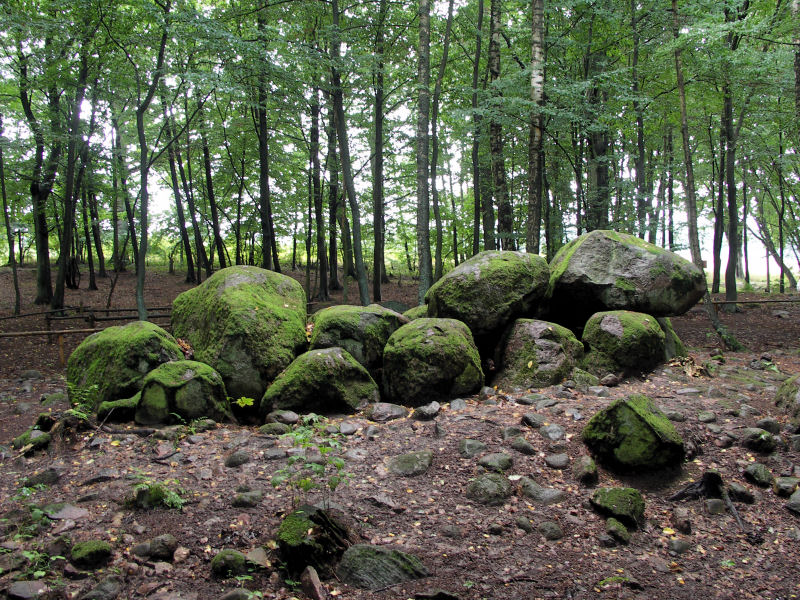
Dolmen von Borkowo

## Vorkommen
Die Megalithanlagen liegen in drei räumlich getrennten Zonen:
- im Kulmer-Land, (Chełmno)
- in Kujawien
- in Pommern

Von den in der nordischen Megalitharchitektur gängigen Typen sind besonders häufig (insbesondere in Pommern) die kammerlosen Hünenbetten und die Steinkisten vertreten. Das Fundgut setzt sich aus Artefakten der TBK und der Kugelamphoren-Kultur (KAK) (Megalithanlage von Złotowo) zusammen. Der Forschungsstand ist aber nicht so, dass eine eindeutige Zuordnung zwischen Erbauer und späterem Nachnutzer zu treffen wäre.

## Großsteingräber
Großsteingräber mit Kammern, die man mit jenen der nordwestlicheren TBK-Gruppen vergleichen kann, sind in Polen selten. Sie finden sich hauptsächlich auf den Grundmoränen und wurden von den Leuten der TBK errichtet und von denen der KAK nachgenutzt. Einige Anlagen des westlich der Oder massenhaft vertretenen Typs der Großdolmen fanden sich im 70 km von der Oder entfernten Kamień Pomorski (dt. Cammin oder Kammin) in Pommern. Erhalten blieben allerdings nur die Megalithanlage von Złotowo und das Grab 1 aus Borkowo. (dt. Borkow).

## Ganggräber
Die meisten der insgesamt wenigen polnischen Ganggräber liegen in trapezoiden Einfassungen und sind auf Nordkujawien konzentriert. Sie sind mit Stein- und Erdhügeln bedeckt und werden der KAK zugerechnet, die in ihrem Verbreitungsgebiet westlich der Oder allerdings durch den Bau von Steinkisten bekannt wurde. Ein Ganggrab könnte auch die stark gestörte „Stelle 27“ auf dem Gräberfeld von Łupawa (Ort und Fluss) in Pommern sein. Untersucht wurden bisher nur die Anlagen von "Strzelce Dolne" (dt. Nieder Strelitz, in der Woiwodschaft Bydgoszcz), wo sich zwei Ganggräber in einer Einfassung finden und Kierzkowo (dt. Kerschkow, in der Woiwodschaft Kujawsko-Pomorskie).

## Dolmen
Das bekannteste unter den Hünenbetten in Polen ist das 24,5 m lange Langbett 5 von Łupawa (Sprockhoff Nr. 591) Innerhalb der nur partiell erhaltenen Einfassung (trapezförmig?) befanden sich zwei Kammern mit Resten von Leichenbrand. Eine Kammer ist aus vier erratischen Blöcken und einem Deckstein erstellt. Die zweite Kammer aus vier Steinplatten wird von einer fünften bedeckt. Die beiden Kammern sind mittels einer U-förmigen Steinsetzung verbunden. Im Frontteil vor der Einfassung der Objekte liegt eine runde Steinsetzung. Innerhalb der Kammern konzentrieren sich die Grabbeigaben der TBK. Die Einfassungen der Hünenbetten in Polen erreichen Längen von 130 m, Breiten bis 15 m und Höhen bis 3 m. Ein Dolmen dieser Art, mit einer für "Kujawische Gräber" in Polen typischen, für Schweden allerdings völlig untypischen, dreieckigen Einfassung ist der Dolmen von Skabersjö in Schonen.

## Steinkisten
Steinkisten in Polen sind stets hügellose in die Erde eingetiefte Anlagen unterschiedlicher Größe. Die größten sind sechs Meter lang und liegen im Norden von Kujawien und in Ostpreußen. Es gibt sie aber weiter verbreitet, zumeist einzeln, mitunter aber auch in kleinen Gruppen. In Pommern findet man sie auch vergesellschaftet mit Hünenbetten ohne Kammer. Sie werden in Polen der KAK zugerechnet, die westlich der Oder ausschließlich durch ihre spät entstandenen Steinkisten bekannt ist.

## Hünenbetten ohne Kammer

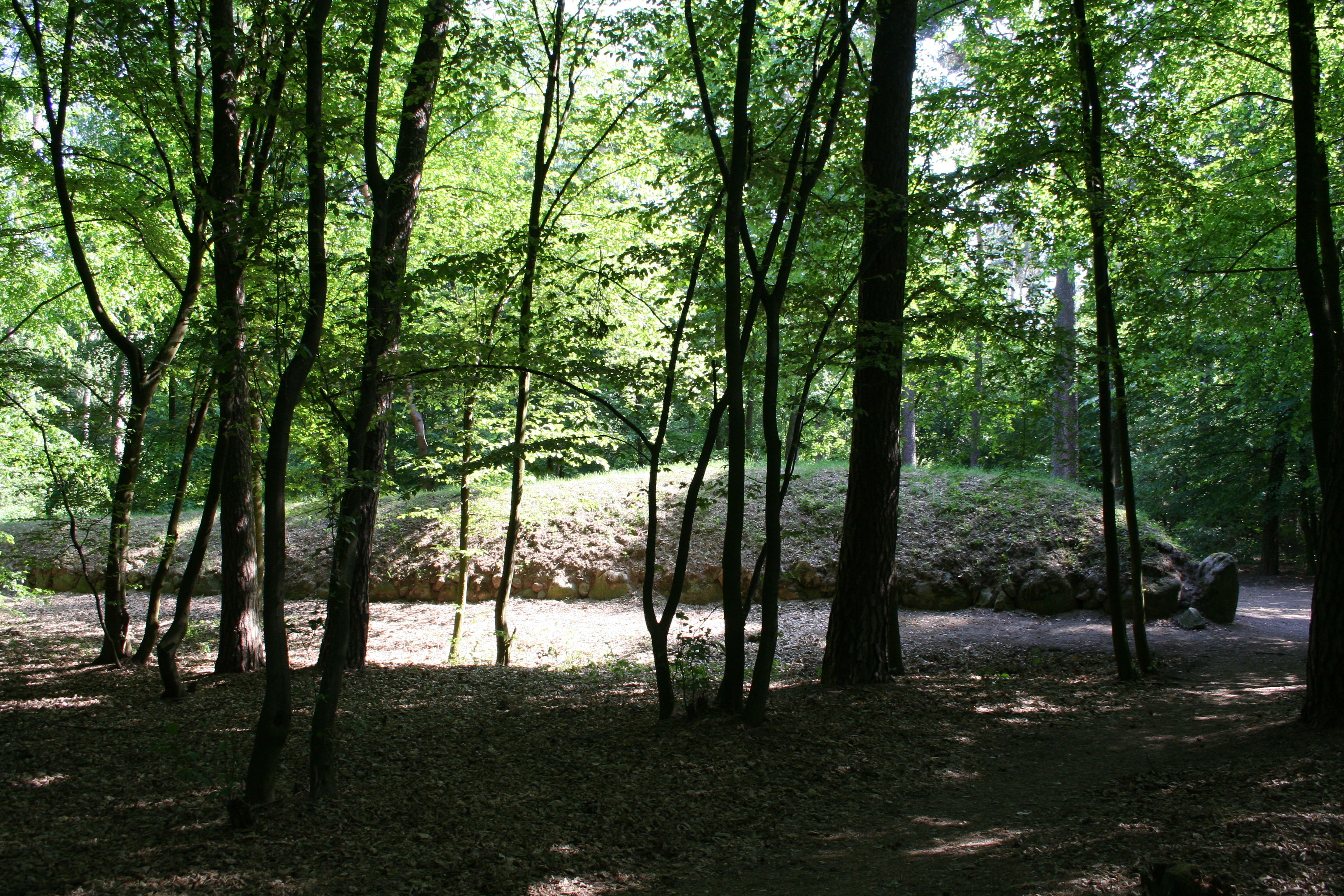
Rekonstruiertes kujawisches Grab in Wietrzychowice

Die kammerlosen Hünenbetten. östlich der Oder haben oft dreieckige Einfassungen und wurden lange unter der Bezeichnung „kujawisches Grab“ geführt. Die sonstige Gestaltung weich in den o.a. Verbreitungsgebieten jedoch etwas ab. So haben pommersche Einfassungen quer verlaufende Zonentrennungen. Im westlichen Teil Pommerns gab es einst über 200 dieser Anlagen, die insbesondere um Pyrzyce (dt. Landkreis Pyritz) (150) konzentriert waren. In Kujawien und im Kulmer Land existieren heute noch etwa 100 Hünenbetten, deren charakteristisches Element der Knick in einer der Längsseiten der Einfassung ist. In der Frontseite befindet sich oft eine Öffnung, die einen Zugang symbolisiert. Es gibt Hinweise auf Holzbauten die durch diesen Zugang erreichbar waren. Es bestand seit G. V. Childe (1949) die Vermutung, dass kujawische Hünenbetten die Häuser der Brześć Kujawski (dt. Brest), einer Gruppe der Lengyel-Kultur, die am Weichselknie lokalisiert wurde, abbilden. Durch die später erfolgte Entdeckung der hüttenartigen hölzernen Einbauten verliert diese These aber an Gewicht.

## Pseudoanlagen
Kisten- und ganggrabartige Pseudo-Anlagen trifft man primär in Kujawien. Auch sie liegen innerhalb trapezförmiger Einfassung und sind von Erdhügeln bedeckt. Wahrscheinlich waren sie jedoch mit Balken und einem Steinpflaster bedeckt denn ihnen fehlen die Decksteine. Beispiele sind die Anlagen von Świerczynek-Wieś (Woiwodschaft Włocławek).